# Borislav Milić

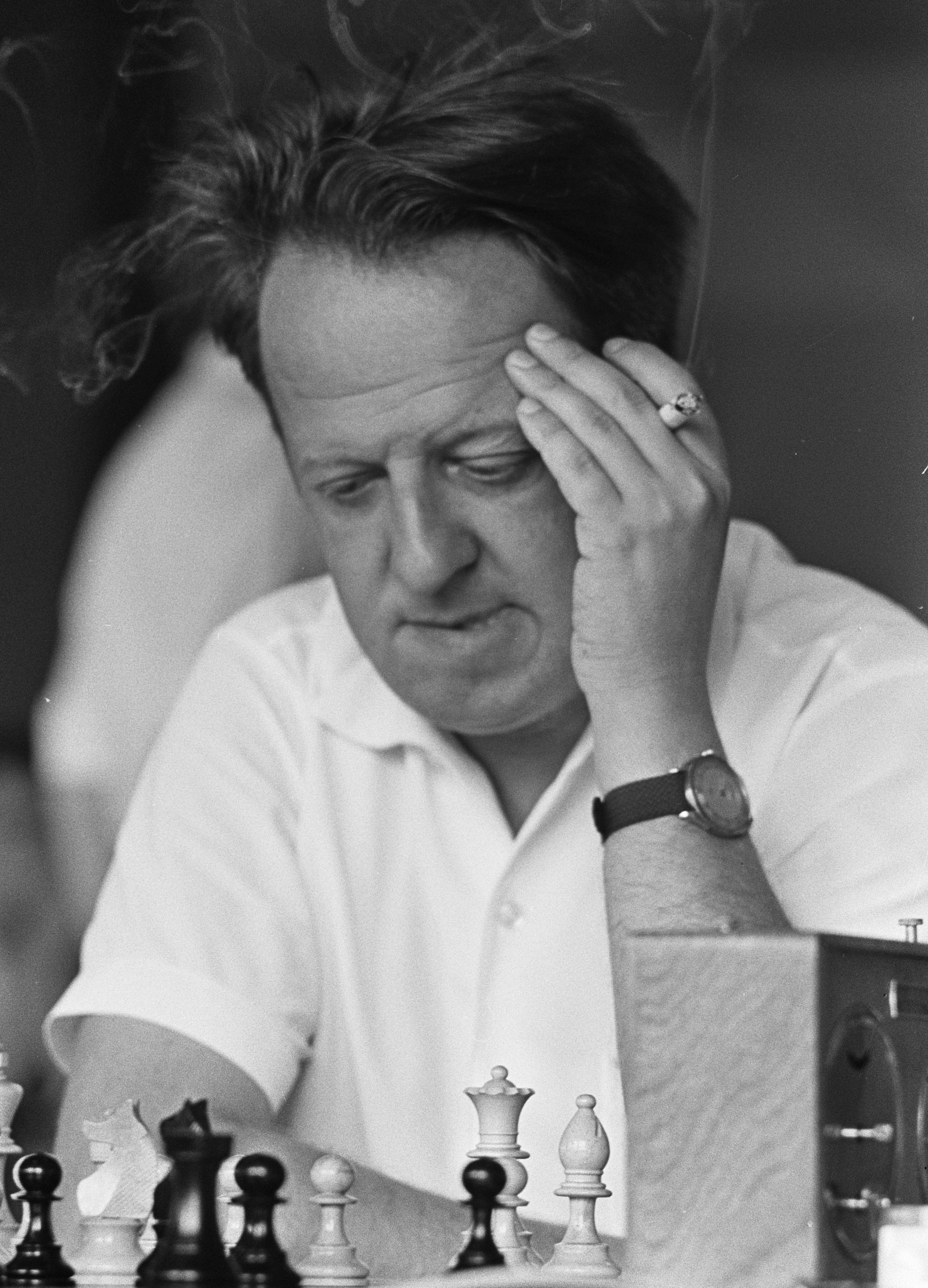
Borislav Milić (1965)

Borislav Milić (* 20. Oktober 1925 in Belgrad; † 27. Mai 1986 ebenda) war ein jugoslawischer Schachspieler.
Milićs Schachkarriere begann nach dem Zweiten Weltkrieg: Nach seinem vierten Platz bei der jugoslawischen Meisterschaft 1945 (hinter Trifunović, Gligorić und Pirc) galt er als aussichtsreichster Konkurrent Svetozar Gligorićs um die Spitzenposition im jugoslawischen Schach. Im Jahr 1951 errang er den Titel eines Internationalen Meisters der FIDE. 1951 wurde er zusammen mit Andrija Fuderer geteilter Zweiter hinter O’Kelly de Galway in Dortmund. Seine erfolgreichste Zeit begann Mitte der 1950er Jahre, so gewann er 1955 das Traditionsturnier von Wijk aan Zee, 1961 teilte er mit Karl Robatsch den ersten Preis beim Turnier von Madrid.
Milić spielte zweimal für die jugoslawische Mannschaft bei Schacholympiaden, 1952 in Helsinki und 1956 in Moskau. Dabei kam ihm jeweils in der letzten Runde die entscheidende Rolle bei der Medaillenvergabe zu: In Helsinki musste er zum Gewinn von „Bronze“ eine schwierige Position gegen den Tschechen Cenek Kottnauer zum Remis verteidigen, vier Jahre später benötigte er den ganzen Punkt gegen Lajos Portisch zum Gewinn der Silbermedaille, Borislav Milić gelang beides. Milić nahm außerdem mit Jugoslawien an den Mannschaftseuropameisterschaften 1957 und 1961 teil und erreichte jeweils den zweiten Platz.
Milić war Mitglied bei Partizan Belgrad und nahm mit diesem 1976 am European Club Cup teil.
Im Jahr 1977 verlieh ihm der Weltschachverband FIDE den Titel Ehren-Großmeister. Nach den Berechnungen seiner historischen Elo-Zahl erreichte Milić seinen höchsten Wert von 2623 im März 1954, womit er zu den besten 40 Spielern gehörte.
Milić war – mit Aleksandar Matanović und anderen – einer der Begründer des seit 1966 erscheinenden Schachinformators. Außerdem war er einer der Autoren des New In Chess-„Keybooks“ und bis kurz vor seinem Tod der Mitherausgeber des New In Chess-Jahrbuches.